# Gut Schnellenberg

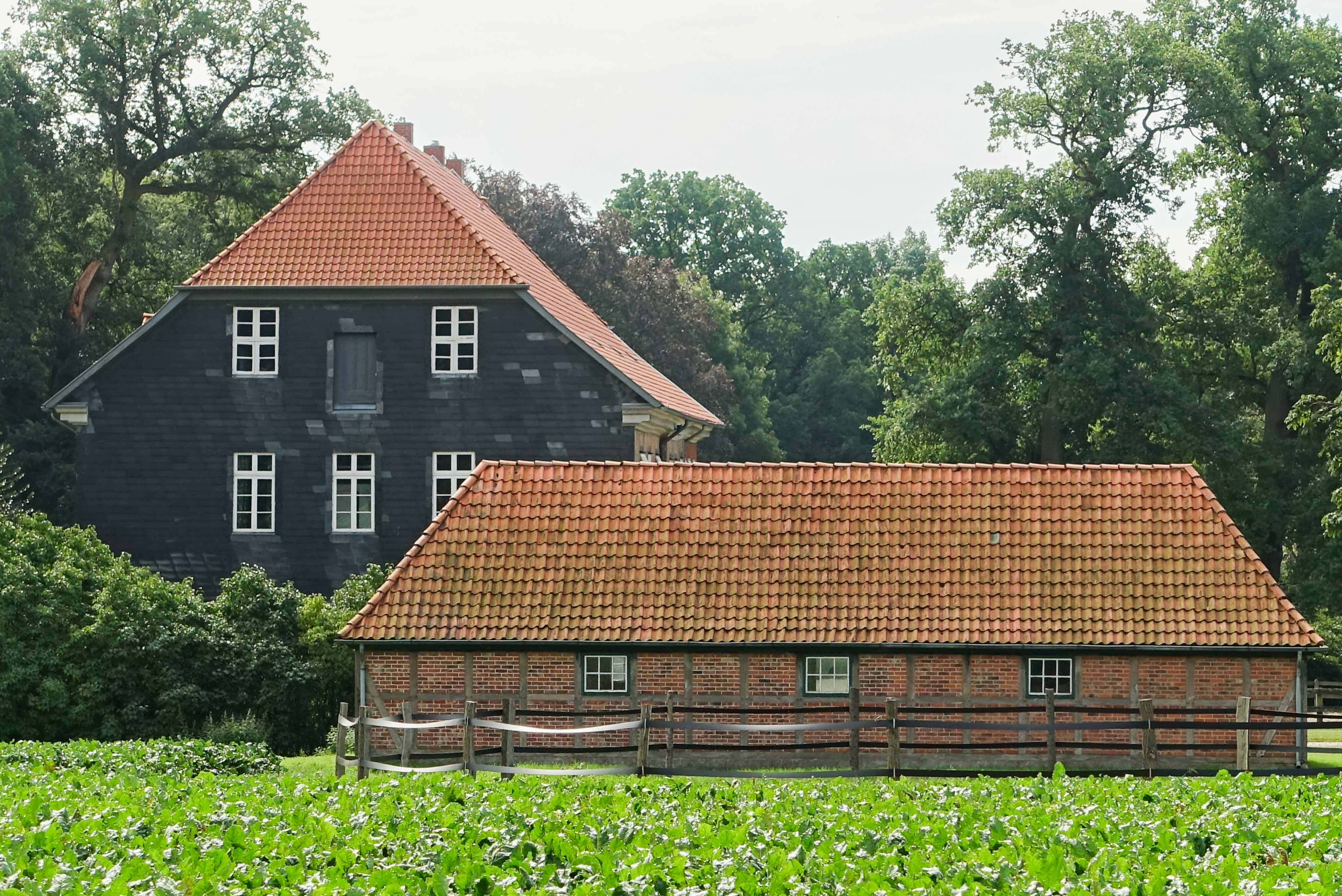
Gut Schnellenberg von Norden

Das Gut Schnellenberg ist ein Rittergut am westlichen Stadtrand von Lüneburg. Es befindet sich seit dem 14. Jahrhundert im Besitz des Adelsgeschlechts von Meding.

## Geschichte
Das Gut Schnellenberg war mindestens seit 1360 als Lehen im Besitz der Herren von Meding, die ehemals die Landmarschallwürde im Fürstentum Lüneburg besaßen. 1384 wurde im Lüneburger Urkundenbuch die Bezeichnung Hof Schnellenberg genutzt. In einer Urkunde aus dem Jahre 1386 wird eine Burg Schnellenberg erwähnt.
Möglicherweise ist zum ursprünglichen Lehen von 1360 kurz darauf ein zweiter Hof hinzugekommen, da in späteren Lehensurkunden von Höfen in der Mehrzahl die Rede ist und die Familie später zwei landtagsfähige Güter besaß. Aus dem Jahr 1550 stammt die Nachricht, dass ein Hof vollständig abgebrannt sei. Da auch die Wirtschaftsgebäude später doppelt vorhanden gewesen waren, besteht die Möglichkeit, dass damals einer von zwei Höfen untergegangen und nicht wieder aufgebaut worden ist. Dieser hätte nördlich des heutigen gelegen.
Schnellenberg ist bereits zu diesem Zeitpunkt die genealogische Hauslinie I innerhalb des Adelsgeschlechts von Meding.
Ab dem 16. Jahrhundert entstand die Gutsanlage ähnlich der heutigen Form. Diese bestand laut einer Karte von 1785 aus einem zweiflügeligen Hauptgebäude. Ein breiter Wassergraben umgab die Hauptburg, über den im Osten und Westen jeweils eine Brücke führte. Über die westliche gelangte man zur Vorburg, die außer im Norden ebenfalls von Wassergräben umgeben war. Die Wassergräben waren im 19. Jh. noch sichtbar, sind aber heute verschwunden. Zu dieser Zeit war auch noch die ehemalige Existenz von Wällen bekannt. Eine heute denkmalgeschützte Kapelle im Fachwerkbau wurde vermutlich um 1674 erneuert. Um 1800 entstand das heutige Arbeiterwohnhaus mit Halbwalmdach. 1802 wurde das klassizistische Herrenhaus, ebenfalls mit Halbwalmdach, fertiggestellt. Der Entwurf kam vermutlich von Christian Ludwig Ziegler. Wegen der „untilgbaren Wasserratten“ im ursprünglichen Graben wurde dabei der neue Hof nordöstlich des alten errichtet. Die alte Wall-Graben-Befestigung ist damals teilweise beseitigt worden und mittlerweile ganz verschwunden.
Gut Schnellenberg war bis ins 18. Jahrhundert Sitz eines Patrimonialgerichts. 1745 wurde Georg Ludwig von Meding-Schnellenberg (* 1700; † 1766) in die Fränkische Reichsritterschaft aufgenommen. Georg Hans Werner von Meding auf Schnellenberg war kurfürstlich hannoverscher Oberstleutnant, dann Landrat sowie altererbt Marschall des Fürstentums Lüneburg. Um 1800 war der Domherr von Meding-Schnellenberg mehrfacher Deputierter verschiedener Ämter innerhalb der Ritterschaft. Das Reichstagsmitglied Hans von Meding wurde 1868 auch auf Gut Schnellenberg geboren. Mehrere Medings aus Schellenberg waren Zöglinge an der Ritterakademie Lüneburg.
Im April 1945 war das Gut der Gefechtsstand des letzten deutschen Stadtkommandanten von Lüneburg, Oberst Hellmuth von Bülow, der Lüneburg durch geschicktes Taktieren als offene Stadt vor der Zerstörung bewahrte. Die heutigen Grundbesitzer sind die Nachfahren des Georg Hans Werner von Meding (* 1905; † 1939) auf Schnellenberg und seiner Ehefrau Heilwig Freiin von Heyl zu Herrnsheim.
1974 wurde die südlich des Guts angrenzende Gemeinde Oedeme nach Lüneburg eingemeindet.

### Genealogie
- W. F. C. L. von Meding: Geschichte des im Fürstentum Lüneburg heimischen altadelichen Geschlechts derer von Meding. Erster Theil. Denicke, Leipzig 1866, S. 46–54. Digitalisat
- Gothaisches Genealogisches Taschenbuch der Uradeligen Häuser. Der in Deutschland eingeborene Adel (Uradel) 1907, Jg. 8, Justus Perthes, Gotha 1906. S. 471 ff.
- Gothaisches Genealogisches Taschenbuch der Adeligen Häuser 1942 A (Uradel). Zugleich Adelsmatrikel der Deutschen Adelsgenossenschaft, Justus Perthes, Gotha 1941, S. 321 ff.
- Hans Friedrich von Ehrenkrook, Friedrich Wilhelm Euler: Genealogisches Handbuch des Adels, Adelige Häuser A Band V, Band 24 der Gesamtreihe GHdA, C. A. Starke, Limburg an der Lahn 1960. S. 282 ff. (Nächstausgabe 1988).

### Historie
- Heinrich Raumschüssel: Das Gut Schnellenberg und das Dorf Oedeme. In: 800 Jahre Oedeme 1205-2005. Geschichte & Geschichten. Oedeme 2005, S. 35–38.
- Dietmar Gehrke: Burgen und befestigte Adelssitze zwischen Lüneburg und Uelzen. (= Weiße Reihe. Band 19). Husum-Druck- und Verlags-Gesellschaft, Husum 2009, S. 64. ISBN 978-3-89876-470-4.
- Ulrike Hindersmann: Schnellenberg. In: Die Rittergüter der Lüneburger Landschaft. (= Veröffentlichungen der historischen Kommission für Niedersachsen und Bremen. Band 282). Wallstein Verlag, Göttingen 2015, S. 355–361. ISBN 978-3-8353-1680-5.
- Niels Petersen: Die Stadt vor den Toren. Lüneburg und sein Umland im Spätmittelalter. (= Veröffentlichungen der Historischen Kommission für Niedersachsen und Bremen. Band 280). Wallstein Verlag, Göttingen 2015, S. 74 f. ISBN 978-3-8353-1586-0.